# Roca Vela
La roca Vela (en inglés: Sail Rock) es una roca pequeña que forma parte de las islas del Pasaje en las islas Malvinas. Se localiza al oeste de Gran Malvina, entre la bahía San Julián y la bahía 9 de Julio, más precisamente al sureste de la isla Segunda.